# Sainte-Colombe (Yonne)
Sainte-Colombe é uma comuna francesa na região administrativa de Borgonha-Franco-Condado, no departamento de Yonne. Estende-se por uma área de 18,48 km². Em 2010 a comuna tinha 202 habitantes (densidade: 10,9 hab./km²).

## Demografia
| 1962 | 1968 | 1975 | 1982 | 1990 | 1999 | - | - | - |
| --- | ---- | ---- | ---- | ---- | ---- | - | - | - |
| 158 | 163  | 146  | 134  | 148  | 143  | - | - | - |
| Para os censos de 1962 a 2006 a população legal corresponde à popolução sem duplicidades, segundo define o INSEE. |      |      |      |      |      |   |   |   |